# Read All About It
Pour l’article homonyme, voir Read All About It (Part III).
Singles de Professor Green
In the Air
(2011) Never Be a Right Time
(2012)
Singles par Emeli Sandé
Heaven
(2011) Daddy
(2011)
Singles par Dolcenera
L'amore è un gioco
(2011) Ci vediamo a casa
(2012)
Read All About It est une chanson du rappeur britannique Professor Green en collaboration vocale avec la chanteuse écossaise Emeli Sandé sortie le 21 octobre 2011 sous le label Virgin. 1er single extrait de l'album At Your Inconvenience (2011), la chanson est écrite par Stephen Manderson, Tom Barnes, Ben Kohn, Peter Kelleher, Iain James, Adele Sandé. Read All About It est produit par TMS et par iSHi.

## Formats et liste des pistes
| 1. | Read All About It (feat. Emeli Sandé)                             | 3:55 |
| 2. | Read All About It (Instrumental Version)                          | 3:54 |
| 3. | Read All About It (Cahill Remix) [feat. Emeli Sandé])             | 6:21 |
| 4. | Read All About It (Nu:Tone Remix) [feat. Emeli Sandé] [Explicit]) | 5:11 |

| 1. | Read All About It (Tutto quello che devi sapere) (feat. Dolcenera) | 3:55 |

## Classement et certification
| Classement (2011)              | Meilleure position |
| ------------------------------ | ------------------ |
| Australie (ARIA)               | 34                 |
| Australie Urban (ARIA)         | 14                 |
| Belgique (Ultratop 50 Flandre) | 21                 |
| Belgique (Ultratip Wallonie)   | 4                  |
| Tchéquie (IFPI Rádio)          | 12                 |
| Allemagne (Media Control AG)   | 80                 |
| Irlande (IRMA)                 | 2                  |
| Écosse (OCC)                   | 1                  |
| Suisse (Schweizer Hitparade)   | 58                 |
| Royaume-Uni (UK R&B Chart)     | 1                  |
| Royaume-Uni (UK Singles Chart) | 1                  |

| Classement (2011)            | Position |
| ---------------------------- | -------- |
| Royaume-Uni UK Singles Chart | 38       |

| Pays              | Certification | Ventes  |
| ----------------- | ------------- | ------- |
| Australie (ARIA)  | Platine       | 70 000  |
| Royaume-Uni (BPI) | Or            | 400 000 |

## Historique de sortie
| Pays        | Date            | Format                              | Label          | Version                               |
| ----------- | --------------- | ----------------------------------- | -------------- | ------------------------------------- |
| Irlande     | 21 octobre 2011 | Téléchargement digital              | Virgin Records | Professor Green featuring Emeli Sandé |
| Royaume-Uni | 23 octobre 2011 | Téléchargement digital              | Virgin Records | Professor Green featuring Emeli Sandé |
| Italie      | 9 décembre 2011 | Téléchargement digital              | Virgin Records | Professor Green featuring Dolcenera   |
| Royaume-Uni | 13 février 2012 | Téléchargement digital (album only) | Virgin Records | Emeli Sandé                           |
| Royaume-Uni | 25 août 2012    | Mainstream radio                    | Virgin Records | Emeli Sandé                           |